# Coryphantha compacta
Coryphantha compacta, conocido comúnmente como biznaga de Pina o huevos de coyote, es una especie de planta suculenta perteneciente al género Coryphantha, dentro de la familia Cactaceae. Es endémica del norte de México (concretamente hasta el estado se Sonora).

## Descripción

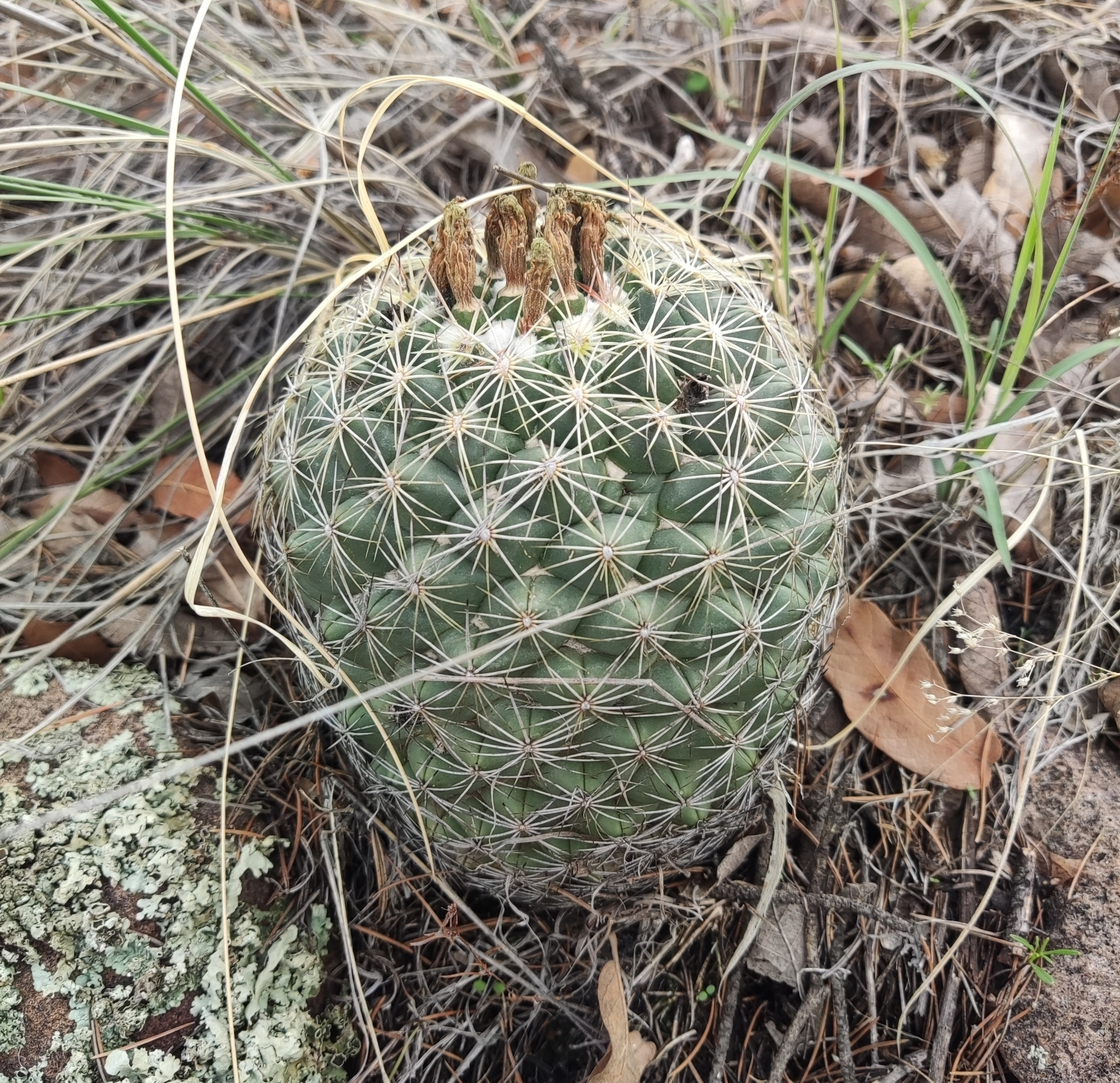
Porte del tallo

Coryphantha compacta es una especie de cactus pequeño que suele crecer de forma solitaria. Los tallos son globosos y algo deprimidos, con la epidermis que va de color verde grisáceo pálido a verde oscuro. Miden de 2 a 6 cm de alto y de 5 a 9 cm de diámetro. 
Los tallos están cubiertos de tubérculos apiñados e imbrincados, dispuestos en aproximadamente 13 filas. Miden de 0,8 a 1,7 mm de largo y presentan un surco en la parte superior. En su punta se localizan areolas redondeadas con espinas. Entre ellas se distingue una única espina central que puede faltar, con forma de gancho y doblada hacia abajo como las garras de un gato. Son amarillentas, miden de 0,8 a 2 cm de largo y usualmente tienen la punta de color marrón rojizo u oscuro. También tienen de 11 a 16 espinas radiales rígidas, están aplanadas contra la superficie del tallo y aparecen entrelazadas. Son de color blanco a amarillo y miden de 1 a 2 cm de largo.

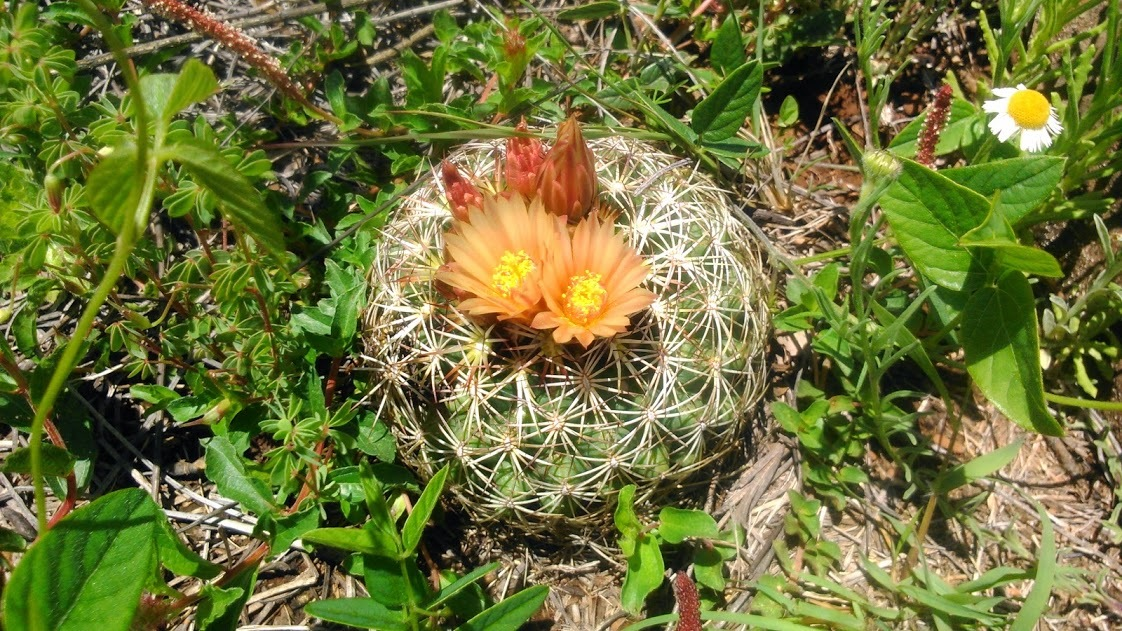
Variedad de flores naranjas

Las flores son de color amarillo claro y miden hasta 2 cm de largo, alcanzando el mismo diámetro. Los frutos tienen forma de huevo y son de color marrón anaranjado.

## Distribución y hábitat
El área de distribución nativa de esta especie es el norte de México (concretamente hasta el estado se Sonora) y crece principalmente en biomas desérticos o de matorral seco.

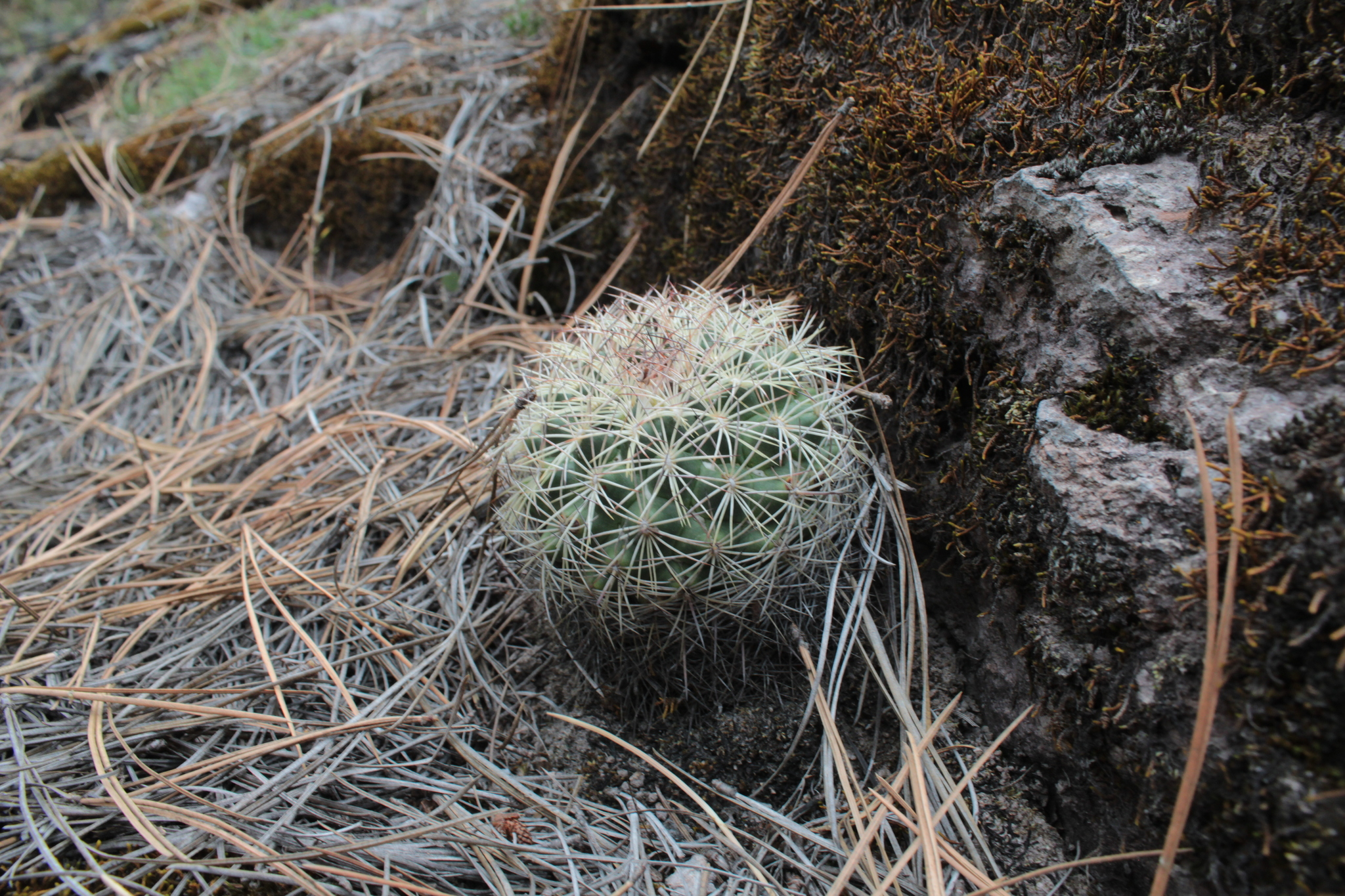
Planta en su hábitat

Se desarrolla a elevaciones de 1400 a 2400 metros sobre el nivel del mar, tanto en llanuras arenosas como en crestas de colinas bajas con suelos volcánicos. Además, en la misma zona es posible encontrar otras especies de cactus y suculentas como Cochemiea wrightii, Mammillaria heyderi, Erythrina americana y Nolina texana.

## Taxonomía
La primera descripción de esta especie fue como Mammillaria compacta, publicada en 1848 por el botánico alemán George Engelmann en el libro Memoir of a Tour to Northern Mexico: connected with Col. Doniphan's Expedition: 105.
Posteriormente, el botánico estadounidense Charles Russell Orcutt colocó la especie en el género Coryphantha, pasando a llamarse Coryphantha compacta y anotando estos cambios en Circular to Cactus Fanciers: i en el año 1922.
Etimología
- Coryphantha: nombre genérico que deriva del griego coryphe (que significa 'cima' o 'cabeza'), y anthos (que significa 'flor'), haciendo referencia a que las flores aparecen en el ápice de los tallos.
- compacta: epíteto específico latino que significa 'compacto', haciendo referencia a las espinas entrelazadas de la especie, las cuales le dan al tallo un aspecto compacto.[5]

## Estado de conservación
En la Lista Roja de Especies Amenazadas de la UICN, la especie está clasificada como de “Preocupación Menor (LC)”.
No se conocen amenazas importantes para la conservación de esta especie, sin embargo, el cambio de uso del suelo para la agricultura podría suponer una amenaza futura en algunos lugares.

## Importancia económica y cultural

### Cultivo
La especie se cultiva principalmente como planta ornamental y su propagación se realiza a través de semillas. Necesita una temperatura media mínima de 10 °C para prosperar y Sol moderado en verano. El riego debe ser normal en verano y seco en invierno.
Sus frutos son conocidos como chilitos y se utilizan como alimento y para la fabricación de vino.

### Otros usos
En medicina tradicional, este tipo de cactus se utiliza para combatir el reumatismo y enfermedades urinarias, ya que posee alcaloides de acción psicoactiva.